# Tageslichtquotient
Der Tageslichtquotient  (Formelzeichen: D, Einheit: %) ist ein Maß für die Tageslichtversorgung von Räumen in Gebäuden. Er gibt das Verhältnis der Beleuchtungsstärke E (gemessen in Lux) im Raum zur Beleuchtungsstärke draußen bei unverbautem und bedecktem Himmel an:
{\displaystyle D={\frac {E_{innen}}{E_{aussen}}}*100}
Der Tageslichtquotient wird von verschiedenen Regelwerken als Bewertungskriterium für die Tageslichtversorgung von Räumen herangezogen. (beispielsweise die DIN 18599)
Einschlägig sind hierbei die Technischen Regeln für Arbeitsstätten (ASR). Diese schreiben für Arbeitsstätten in Deutschland einen Tageslichtquotient größer als 2 % vor, bei Dachoberlichtern größer als 4 %. Der Tageslichtquotient D ist an Arbeitsstätten das Verhältnis der Beleuchtungsstärke an einem Punkt im Innenraum Einnen zur Beleuchtungsstärke im Freien ohne Verbauung Eaussen bei bedecktem Himmel. 
Zur Ermittlung des Tageslichtquotienten müssen nach ASR A3.4 Beleuchtungsstärkemessgeräte verwendet werden, die mindestens der Klasse C gemäß DIN 5035 Teil 6, Ausgabe 2006-11
entsprechen.
Der Tageslichtquotient setzt sich anteilig aus dem Himmelslicht, dem Innen- und Außenreflexionsanteil, der horizontalen Beleuchtungsstärke im Freien und der Beleuchtungsstärke im Inneren am Messpunkt zusammen. 
Anwendung findet der Tageslichtquotient bei der Bewertung der Tageslichtautonomie, oder der Innenraumqualität sowie bei der Ermittlung von Energieeinsparpotenzialen. 